# Ascetocythere holti
Ascetocythere holti är en kräftdjursart som beskrevs av Hobbs och Walton 1970. Ascetocythere holti ingår i släktet Ascetocythere och familjen Entocytheridae. Inga underarter finns listade i Catalogue of Life.